# 旭町 (島根県)
旭町（あさひちょう）は、かつて島根県の西部にあった町。那賀郡に属した。
2005年10月1日、浜田市・金城町・三隅町・弥栄村と合併して新市制による浜田市となり消滅した。

## 地理
島根県の西部、広島県との県境に位置していた。
- 山：天狗石山

### 隣接していた市町村
- 島根県
  - 浜田市
  - 江津市
  - 那賀郡 金城町
  - 邑智郡 邑南町
- 広島県
  - 山県郡 北広島町

## 歴史
- 1954年（昭和29年）10月1日 - 今市村・木田村・和田村・都川村および邑智郡桜江村の一部（大字八戸の一部）が合併して旭村が発足。
- 1958年（昭和33年）
  - 10月20日 - 邑智郡市木村の一部を編入。
  - 11月3日 - 町制施行して旭町となる。
- 2005年（平成17年）10月1日 - 浜田市・金城町・三隅町・弥栄村と合併し、改めて浜田市が発足。同日旭町廃止。

## 教育
- 高等学校
  - 島根県立浜田高等学校今市分校
- 中学校
  - 旭町立旭中学校
- 小学校
  - 旭町立市木小学校
  - 旭町立今市小学校
  - 旭町立木田小学校
  - 旭町立和田小学校

## 交通

### 鉄道
町内を鉄道路線は走っていない。鉄道を利用する場合の最寄り駅は、JR西日本山陰本線浜田駅。

### バス
旭町営バス

### 道路
- 高速道路
  - 浜田自動車道：旭インターチェンジ

## 名所・観光スポット
- 旭温泉